# Chapelle Saint-Michel de Kienberg
La chapelle Saint-Michel de Kienberg est une chapelle catholique située à Kienberg (de), un petit village de la commune de Bernbeuren, dans le district de Haute-Bavière en Allemagne. Elle est dédiée à l'archange Michel et protégée au titre de Baudenkmal.
Cette chapelle de style baroque est construite par Johann Georg Fischer (de) vers 1730,. Elle se trouve sur une butte qui domine le lac d'Haslach (Haslacher See). Elle est pourvue d'une abside. Sur l'extrémité ouest du toit de la chapelle se dresse un clocheton octogonal à bulbe.
L'autel tyrolien de la chapelle date de 1674,. Le retable, peint par Bernhard Ramis vers 1730, représente saint Michel brandissant une épée au-dessus de Lucifer ; il n'est toutefois plus présent dans la chapelle aujourd'hui. La fresque de plafond représente l'Assomption de Marie. Elle aurait été réalisée par Johann Baptist Heel de Augsburg-Göggingen (de), qui a également décoré l'église paroissiale de Bernbeuren. La chapelle comprend aussi 15 images du chemin de croix réalisées en 1770 par Franz Anton Wassermann de Schongau,.
En 1979, l'édifice est restauré en profondeur grâce à un don de Xaver Kaufmann à la Kirchenstiftung St. Vitus.